# Berislavec
Berislavec je naseljeno mjesto u Republici Hrvatskoj u Zagrebačkoj županiji.

## Zemljopis
Administrativno je u sastavu grada Svetog Ivana Zeline. Naselje se proteže na površini od 1,74 km². 

## Stanovništvo
Prema popisu stanovništva iz 2001. godine Berislavec ima 43 stanovnika koji žive u 15 kućanstava. Gustoća naseljenosti iznosi 24,71 st./km². Od 1869. do 1890. podaci o kretanju stanovništva su sadržani u naselju Pretoki. 
| broj stanovnika | 34    |       |       |       | 60    | 54    | 55    | 53    | 36    | 37    | 33    | 32    | 27    | 36    | 43    | 46    | 39    |
|                 | 1857. | 1869. | 1880. | 1890. | 1900. | 1910. | 1921. | 1931. | 1948. | 1953. | 1961. | 1971. | 1981. | 1991. | 2001. | 2011. | 2021. |